# Menso Alting
Menso Alting (9. listopadu 1541 Eelde – 7. října 1612 Emden, Ostfriesland) byl nizozemský kazatel a teolog období reformace.

## Biografie
Menso Alting studoval v Kolíně nad Rýnem teologii. Roku 1565 přestoupil od katolicismu k reformované církvi a pokračoval ve studiích v Heidelbergu. Poté pracoval jako kazatel v Helpenu a Sleenu, ale v červenci 1567 následkem španělské protireformace musel uprchnout z Nizozemí. Nové pole působnosti nalezl v Leiselheimu u Wormsu, v Dirmsteinu u Frankenthalu a v Heidelbergu. V říjnu roku 1575 přišel jako nástupce Alberta Hardenberga do Emdenu, kde byl do roku 1612 vedoucím presbytáře a předsedou představenstva Coetus der reformierten Prediger Ostfrieslands.
Alting výrazně ovlivnil vývoj kalvinismu v Emdenu. Menso Alting byl přítelem Ubba Emmia, s kterým si téměř každý den dopisoval. Ubbo Emmius byl po Altingové smrti autorem jeho biografie.